# Герітедж-Вілледж (Коннектикут)
Герітедж-Вілледж (англ. Heritage Village) — переписна місцевість (CDP) в США, в окрузі Нью-Гейвен штату Коннектикут. Населення — 5091 особа (2020).

## Географія
Герітедж-Вілледж розташований за координатами 41°29′9″ пн. ш. 73°14′0″ зх. д. / 41.48583° пн. ш. 73.23333° зх. д. (41.485941, -73.233296).  За даними Бюро перепису населення США в 2010 році переписна місцевість мала площу 4,62 км², з яких 4,62 км² — суходіл та 0,00 км² — водойми. В 2017 році площа становила 6,40 км², з яких 6,36 км² — суходіл та 0,04 км² — водойми.

## Демографія
Згідно з переписом 2010 року, у переписній місцевості мешкало 3736 осіб у 2486 домогосподарствах у складі 1015 родин. Густота населення становила 808 осіб/км².  Було 2881 помешкання (623/км²).
Расовий склад населення:
| - 98,1 % — білих - 0,8 % — чорних або афроамериканців - 0,6 % — азіатів - 0,1 % — корінних американців |

До двох чи більше рас належало 0,3 %. Частка іспаномовних становила 1,4 % від усіх жителів.
За віковим діапазоном населення розподілялося таким чином: 2,2 % — особи молодші 18 років, 24,8 % — особи у віці 18—64 років, 73,0 % — особи у віці 65 років та старші. Медіана віку мешканця становила 74,8 року. На 100 осіб жіночої статі у переписній місцевості припадало 58,6 чоловіків;  на 100 жінок у віці від 18 років та старших — 57,6 чоловіків також старших 18 років.
Середній дохід на одне домашнє господарство  становив 62 762 долари США (медіана — 51 590), а середній дохід на одну сім'ю — 80 075 доларів (медіана — 64 438). Медіана доходів становила 75 288 доларів для чоловіків та 66 125 доларів для жінок. За межею бідності перебувало 2,1 % осіб, у тому числі 0,0 % дітей у віці до 18 років та 2,3 % осіб у віці 65 років та старших.
Цивільне працевлаштоване населення становило 1029 осіб. Основні галузі зайнятості: освіта, охорона здоров'я та соціальна допомога — 33,5 %, фінанси, страхування та нерухомість — 13,5 %, роздрібна торгівля — 11,7 %.